# Sound of Music Pt. 1
Sound of Music Pt. 1 (hangul: 사운드 오브 뮤직; rr: Saundeu Obeu Myujig) é o quarto álbum de estúdio da banda sul-coreana de indie rock Jannabi. O lançamento está previsto para 28 de abril de 2025, pela Peponi Music.

## Antecedentes
Em 7 de abril de 2025, um vídeo teaser compartilhado nos canais oficiais de mídia social de Jannabi mostra a dupla vestida com camisas brancas impecáveis.
Os dois são vistos apertando as mãos formalmente e assinando um documento. Um calendário de mesa marcado com uma data circulada em amarelo e um logotipo em negrito de um raio sugere a importância do lançamento do álbum em 28 de abril. O álbum é o primeiro lançamento da banda em quase um ano e dez meses desde o single de junho de 2023, "Pony", e celebra o décimo primeiro aniversário de estreia de Jannabi. Antes do lançamento, Jannabi também compartilhou uma série de autoentrevistas cobrindo o processo de produção e novas fotos de perfil, dando aos fãs um vislumbre da direção do álbum. Os membros refletiram sobre o que a música significa para eles hoje, não apenas como artistas, mas como pessoas redescobrindo a alegria por meio de sua arte. Embora o novo disco se incline para a nostalgia como seu núcleo tema, Jannabi teve como objetivo a colagem sonora.

## Lançamento e promoção
Jannabi realizará um show solo intitulado "All the Boys and Girls 2025" na Jamsil Arena em Seul nos dias 26 e 27 de abril, 3 e 4 de maio. "All the Boys and Girls" é uma das faixas de seu quarto álbum. Na primeira semana em Seul, haverá um show de pré-lançamento de seu quarto álbum regular e, na segunda semana, um show especial após o lançamento. A banda então viajará e se apresentará no Ginásio Universiade da Universidade Feminina de Gwangju em Gwangju nos dias 14 e 15 de junho e no EXCO East Wing Hall 6 em Daegu nos dias 28 e 29 de junho.